# Peace or Love
Albums de Kings of Convenience
Declaration of Dependence
(2009)
Singles
1. Rocky Trail
Sortie : 2021
2. Fever
Sortie : 2021

Peace or Love est le quatrième album du duo norvégien d'indie pop Kings of Convenience, sorti en 2021.

## Fiche technique

### Titres
Toutes les chansons sont écrites et composées par Eirik Glambek Bøe et Erlend Øye.
| No  | Titre                  | Durée |
| --- | ---------------------- | ----- |
| 1.  | Rumours                | 4:08  |
| 2.  | Rocky Trail            | 3:30  |
| 3.  | Comb My Hair           | 3:15  |
| 4.  | Angel                  | 3:16  |
| 5.  | Love Is a Lonely Thing | 2:44  |
| 6.  | Fever                  | 3:56  |
| 7.  | Killers                | 3:54  |
| 8.  | Ask for Help           | 4:04  |
| 9.  | Catholic Country       | 3:01  |
| 10. | Song About It          | 3:05  |
| 11. | Washing Machine        | 2:38  |

### Musiciens
- Kings of Convenience :
  - Erlend Øye : chant, chœurs, guitare acoustique, programmation
  - Eirik Glambek Bøe : chant, chœurs, guitare acoustique, piano, batterie

- Musiciens supplémentaires :
  - Feist : chant sur Love Is a Lonely Thing et Catholic Country
  - Davide Bertolini : contrebasse sur Rumours, viole de gambe sur Catholic Country
  - Tobias Hett : alto sur Rocky Trail, Angel, Fever et Washing Machine
  - Alexander Grieg : contrebasse sur Rumours et Fever
  - Alexander von Mehren : basse, marimba et claviers sur Rocky Trail